# Radar Base
Radar Base és una concentració de població designada pel cens dels Estats Units a l'estat de Texas. Segons el cens del 2000 tenia 162 habitants.

## Demografia
Segons el cens del 2000, Radar Base tenia 162 habitants, 51 habitatges, i 37 famílies. La densitat de població era de 14,8 habitants/km².
Dels 51 habitatges en un 49% hi vivien nens de menys de 18 anys, en un 54,9% hi vivien parelles casades, en un 11,8% dones solteres, i en un 25,5% no eren unitats familiars. En el 23,5% dels habitatges hi vivien persones soles el 7,8% de les quals corresponia a persones de 65 anys o més que vivien soles. El nombre mitjà de persones vivint en cada habitatge era de 3,18 i el nombre mitjà de persones que vivien en cada família era de 3,84.
Per edats la població es repartia de la següent manera: un 32,1% tenia menys de 18 anys, un 8% entre 18 i 24, un 21% entre 25 i 44, un 27,8% de 45 a 60 i un 11,1% 65 anys o més.
L'edat mediana era de 36 anys. Per cada 100 dones de 18 o més anys hi havia 96,4 homes.
La renda mediana per habitatge era de 19.531 $ i la renda mediana per família de 19.531 $. Els homes tenien una renda mediana de 26.250 $ mentre que les dones 0 $. La renda per capita de la població era de 5.983 $. Aproximadament el 42,9% de les famílies i el 42,9% de la població estaven per davall del llindar de pobresa.

## Poblacions més properes
El següent diagrama mostra les poblacions més properes.